# Ödön-von-Horváth-Gesellschaft

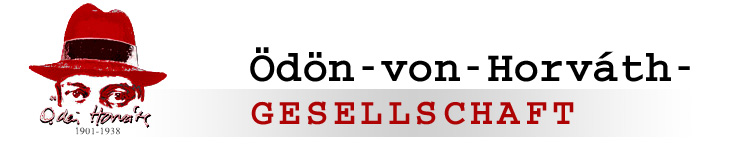
Logo der Ödön-von-Horváth-Gesellschaft

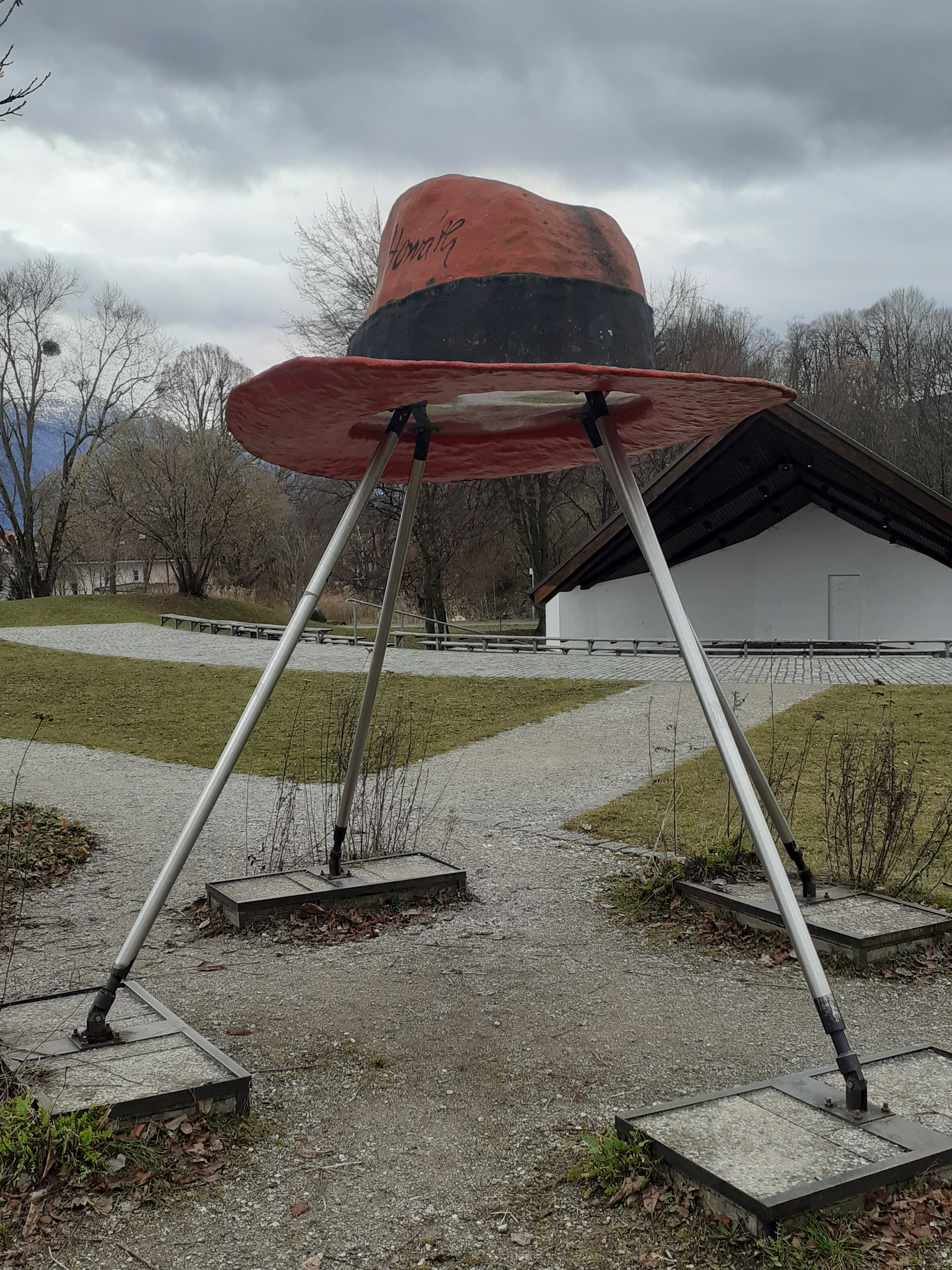
Unter dem Horváth-Hut gründete sich die Ödön-von-Horváth-Gesellschaft

Die Ödön-von-Horváth-Gesellschaft e.V. ist eine literarische Gesellschaft, die sich der Pflege des Werks von Ödön von Horváth und seinem Andenken in Murnau verschrieben hat. Gegründet wurde sie am 31. Januar 2003 in Murnau. Vorsitzende der Gesellschaft sind Gabi Rudnicki (Erste Vorsitzende) und der Regisseur Georg Büttel (Zweiter Vorsitzender). Der Zweck der Gesellschaft ist die Förderung des Werkes des Schriftstellers Ödön von Horváth sowie der deutschsprachigen Literatur des 20. Jahrhunderts und der Gegenwart, welche mit dem Werk Horváths zeitlich oder inhaltlich in Verbindung steht. Zur Förderung gehört neben der Unterstützung wissenschaftlicher Forschung auch die Realisation von eigenen Projekten wie Theateraufführungen, Vorträgen, Ausstellungen, Öffentlichkeitsarbeit oder Lesungen zu Werk und Person Horváths. Alle drei Jahre veranstaltet die Gesellschaft die Murnauer Horváth-Tage. Auf Vorschlag der Ödön-von-Horváth-Gesellschaft wurde der Ödön-von-Horváth-Preis geschaffen.